# Palliative Medicine in Practice
Palliative Medicine in Practice (do 2018 roku ukazywało się jako „Medycyna Paliatywna w Praktyce") – kwartalnik o charakterze naukowym i edukacyjnym wydawany przez Wydawnictwo Via Medica. Redaktorem naczelnym jest prof. dr hab. n. med. Wojciech Leppert, a zastępcami redaktora naczelnego są: prof. Tomasz Grądalski, prof. David Oliver i dr hab. Zbigniew Żylicz, prof. Aleksandra Kotlinska-Lemieszek, prof. Sebastiano Mercadante, prof. Agata Rudnik.

## Historia
Czasopismo Medycyna Paliatywna w Praktyce (Palliative Medicine in Practice) powstało w 2007 roku z inicjatywy prof. dr hab. Małgorzaty Krajnik, która pełniła w nim funkcje redaktora naczelnego i zastępcy redaktora naczelnego.

## Działy
- artykuły oryginalne
- artykuły poglądowe (w tym przeglądy systematyczne i metaanalizy)
- opisy przypadków
- zalecenia
- sprawozdania z konferencji
- recenzje książek
- listy do redakcji

## Indeksacja
Czasopismo jest indeksowane w bazach: Embase, EMCare, Index Copernicus, Ministerstwa Nauki i Szkolnictwa Wyższego, Medical Journals Links, Mosby Nursing Consult, Mosby's Index, Polskiej Bibliografii Lekarskiej, Scopus, Ulrich's Periodicals Directory.
- Index Copernicus (IC)
  - Współczynniki cytowań:
    - Index Copernicus ICV 2021: 120,62[3]
    - Na liście czasopism punktowanych przez polskie Ministerstwo Nauki znajduje się z 70 punktami[4].

## Rada Naukowa
- Sam Ahmedzai Wielka Brytania
- Michael Bennett Wielka Brytania
- Louise Brereton Wielka Brytania
- David Currow Australia
- Andrew Davies Wielka Brytania
- Krystyna de Walden-Gałuszko Polska
- Jan Dobrogowski Polska
- Yvonne Engels Holandia
- Katalin Hegedus Węgry
- Jacek Jassem Polska
- Piotr Krakowiak Polska
- Maciej Krzakowski Polska
- Jacek Manitius Polska
- Sebastiano Mercadante Włochy
- Tony O’Brien Irlandia
- David Oliver Wielka Brytania
- Jadwiga Pyszkowska Polska
- Carla Ripamonti Włochy
- Piotr Sobański Szwajcaria
- Robert Twycross Wielka Brytania
- Kris Vissers Holandia
- Marek Z. Wojtukiewicz Polska
- Jerzy Wordliczek Polska
- Zbigniew Zylicz Holandia
- Jacek Łuczak Polska
- Leszek Pawłowski Polska